# Satomi Arai
Satomi Arai (新井 里美 Arai Satomi?, Saitama, 4 de julio de 1980) es una actriz de voz japonesa. Se casó con el actor de voz Yoshimitsu Shimoyama en 2008 y tuvo un hijo en 2010, pero la identidad de su marido no fue revelada hasta 2016.

## Filmografía

### Animación televisiva
2003
- Digimon Frontier – Mole the Trailmon
- Mermaid Melody Pichi Pichi Pitch – Coco

2004
- Fafner in the Azure – Sakura Kaname

2005
- Hamtaro – Kinoko-chan
- Jigoku Shōjo – Junko Kanno
- Loveless – Natsume's mother, female student
- Lupin III: Angel Tactics – Bomber Linda
- Mahoraba ~Heartful Days~ – Kozue Aoba, Saki Akasaka, Nanako Kanazawa, Chiyuri Midorikawa, Natsume Konno
- Pokémon Advanced Generation – Tsuguyo
- Shakugan no Shana – Rinne (ep 1)
- Starship Operators – Yukino Nanase
- Trinity Blood – Jinny (ep 21)
- Viewtiful Joe – Cherry Blossom

2006
- Code Geass: Lelouch of the Rebellion – Sayoko Shinozaki, Announcer, Reporter
- Coyote Ragtime Show – March, Sep
- La Corda d'Oro: Primo Passo – Mio Takatō
- Ray the Animation – Masami
- Tactical Roar – Mashū Akoya
- Zero no Tsukaima – Verdande, Robin, Kōmori, Bugbear

2007
- Blue Dragon – Innkeeper's shadow
- Gintama – Kaoru (ep 44), Waki Kaoru (ep 48)
- Heroic Age – Bee No Bee
- Majin Tantei Nōgami Neuro – Announcer
- Nodame Cantabile – Saya Suganuma
- Pokémon: Diamante y Perla  – Miru (ep 47)
- Shakugan no Shana Second – Huge Kewpie (ep 8)
- Tokyo Majin Gakuen Kenpuchō: Tō – Komaki Sakurai
- Tokyo Majin Gakuen Kenpuchō Tō: Dai Ni Maku – Komaki Sakurai
- Zero no Tsukaima: Futatsuki no Kishi – Motsognir

2008
- Code Geass: Lelouch of the Rebellion R2 – Sayoko Shinozaki, Nonette Enneagram
- Glass Maiden – Manami
- Net Ghost PiPoPa – Pot
- Nijū Mensō no Musume – Tome
- Shigofumi: Letters from the Departed – Nanae Yotsugi (ep 4)
- Shugo Chara! – Snoppe
- To Aru Majutsu no Index – Kuroko Shirai
- To Love-Ru – Peke
- Zero no Tsukaima: Princesses no Rondo – Sylphid, Verdande, Motsognir

2009
- Fairy Tail – Bisca Connell
- Hanasakeru Seishōnen – Najayra
- La Corda d'Oro: Secondo Passo – Mio Takato
- Taishō Baseball Girls – Anna Curtland
- A Certain Scientific Railgun – Kuroko Shirai

2010
- Fairy Tail – Goblin
- Mayoi Neko Overrun! – Suzuki
- Nurarihyon no Mago – Natto Kozo
- Okami-san and Her Seven Companions – Narrator
- Seitokai Yakuindomo – Ranko Hata
- To Aru Majutsu no Index II – Kuroko Shirai

2011
- Hanasaku Iroha – Kayoko Oshimizu
- Nyaruko: Crawling with Love – Shantak-kun
- Kore wa Zombie Desu ka? – Jellyfish Megalo (ep 7)
- Nekogami Yaoyorozu (Ama-no-kura-no-moriakari-no-hime) – Mayu's mother
- Nurarihyon no Mago: Sennen Makyō – Natto Kozo
- Sket Dance – Gē-chan (eps 11-13)

2012
- Ixion Saga DT – Gabriella
- Humanity Has Declined – Fairy
- Kill Me Baby – Etc. Girl
- Saki Achiga-hen episode of Side-A – Kirame Hanada
- To Love-Ru Darkness – Peke
- Sakura-sō no Pet na Kanojo – Kanda Akiko

2013
- Mondaiji-tachi ga Isekai Kara Kuru Sō Desu yo? – Shiroyasha
- A Certain Scientific Railgun S – Kuroko Shirai
- Haiyore! Nyaruko-san W – Shantak-kun
- Corpse Party: Tortured Souls -The Curse of Tortured Souls- – Seiko Shinohara

2014
- Knights of Sidonia – Lala Hiyama
- Seitokai Yakuindomo* – Ranko Hata
- Saki: The Nationals – Kirame Hanada
- Magica Wars – Mosuke
- Selector Infected WIXOSS – Eldora
- Mekakucity Actors – Azami
- Argevollen – Liz Roderick

2015
- Magical Girl Lyrical Nanoha ViVid – Els Tasmin[2]
- Shimoneta: A Boring World Where the Concept of Dirty Jokes Doesn’t Exist – Otome Saotome
- To Love-Ru Darkness 2nd – Peke
- YuruYuri San☆Hai! - Hatsumi Kitamiya (home economy teacher; episode 1)
- Fafner in the Azure: EXODUS – Sakura Kaname
- Heavy Object – Wydine Uptown (eps 21 - 24)

2016
- Re:Zero kara Hajimeru Isekai Seikatsu - Beatrice
- Maho Girls PreCure! – Magic Crystal
- Tales of Zestiria the X - Ceres
- Mahō Shōjo Ikusei Keikaku - Magicaloid44 (eps 3-6) / Makoto Andou (ep 6)

2017
- Fukumenkei Noise - Tsukika Kuze
- Mahōjin Guru Guru - Pikabia (ep. 18 - 19)

2018
- Overlord II - Pestonya Shortcake Wanko
- Dragon Pilot: Hisone and Masotan - Liliko Kinutsugai
- High Score Girl - Namie Yaguchi (Haruo's mom)

2019
- Do You Love Your Mom and Her Two-Hit Multi-Target Attacks? - Shirase
- Isekai Quartet - Beatrice

2020
- Bofuri: I Don't Want to Get Hurt, so I'll Max Out My Defense. – Kanade
- Hatena Illusion – Mariah Grene
- A Certain Scientific Railgun T – Kuroko Shirai
- The House Spirit Tatami-chan – Ōya
- Re:Zero − Starting Life in Another World 2nd Season – Beatrice

2021
- Hyper Ultra Girlish - Miku Kakumoto

### Animación de vídeo original (OVA)
- To Love-Ru (????) – Peke
- A Certain Scientific Railgun (2010) – Kuroko Shirai
- Yuri Seijin Naoko-san (????) – Naoko-san
- Seitokai Yakuindomo (????) – Ranko Hata
- To Love-Ru Darkness (????) – Peke
- Seitokai Yakuindomo* (????) – Ranko Hata
- Corpse Party: Tortured Souls (2013) - Seiko Shinohara
- Mobile Suit Gundam: The Origin (2015) – Haro
- Hyper Ultra Girlish (2021) - Miku Kakumoto